# Jang Joon-hwan
Dans ce nom coréen, le nom de famille, Jang, précède le nom personnel.
Jang Joon-hwan est un réalisateur et scénariste coréen, né le 18 janvier 1970 à Jeonju dans la Jeolla du Nord.

## Biographie
Né le 18 janvier 1970, Jang Joon-hwan a été étudié la littérature anglaise à l'université Sungkyunkwan à Suwon la province de Gyeonggi.

## Filmographie

### En tant que réalisateur
- 1994 : 2001 Imagine (2001 이매진, court-métrage)
- 2003 : Save the Green Planet! (지구를 지켜라!)
- 2004 : Hair (털, court-métrage)
- 2010 : Camellia (카멜리아), segment Love for Sale
- 2013 : Hwayi (화이 : 괴물을 삼킨 아이)
- 2017 : 1987: When the Day Comes (1987)

### En tant que scénariste
- 1994 : 2001 Imagine (2001 이매진, court-métrage) de lui-même
- 1999 : Phantom: The Submarine (유령) de Min Byeong-cheon
- 2003 : Save the Green Planet! (지구를 지켜라!) de lui-même
- 2004 : Hair (털, court-métrage) de lui-même

### En tant qu'acteur
- 2017 : Yeobaeuneun oneuldo (여배우는 오늘도)

## Distinctions

### Récompenses
- Festival international du film fantastique de Puchon 2003 :
  - Prix du Meilleur Film (Best of Puchon)
  - Prix du public (Citizen's Choice Award)
- Festival international du film fantastique de Bruxelles 2004 : Corbeau d'or